# 珠洲道路

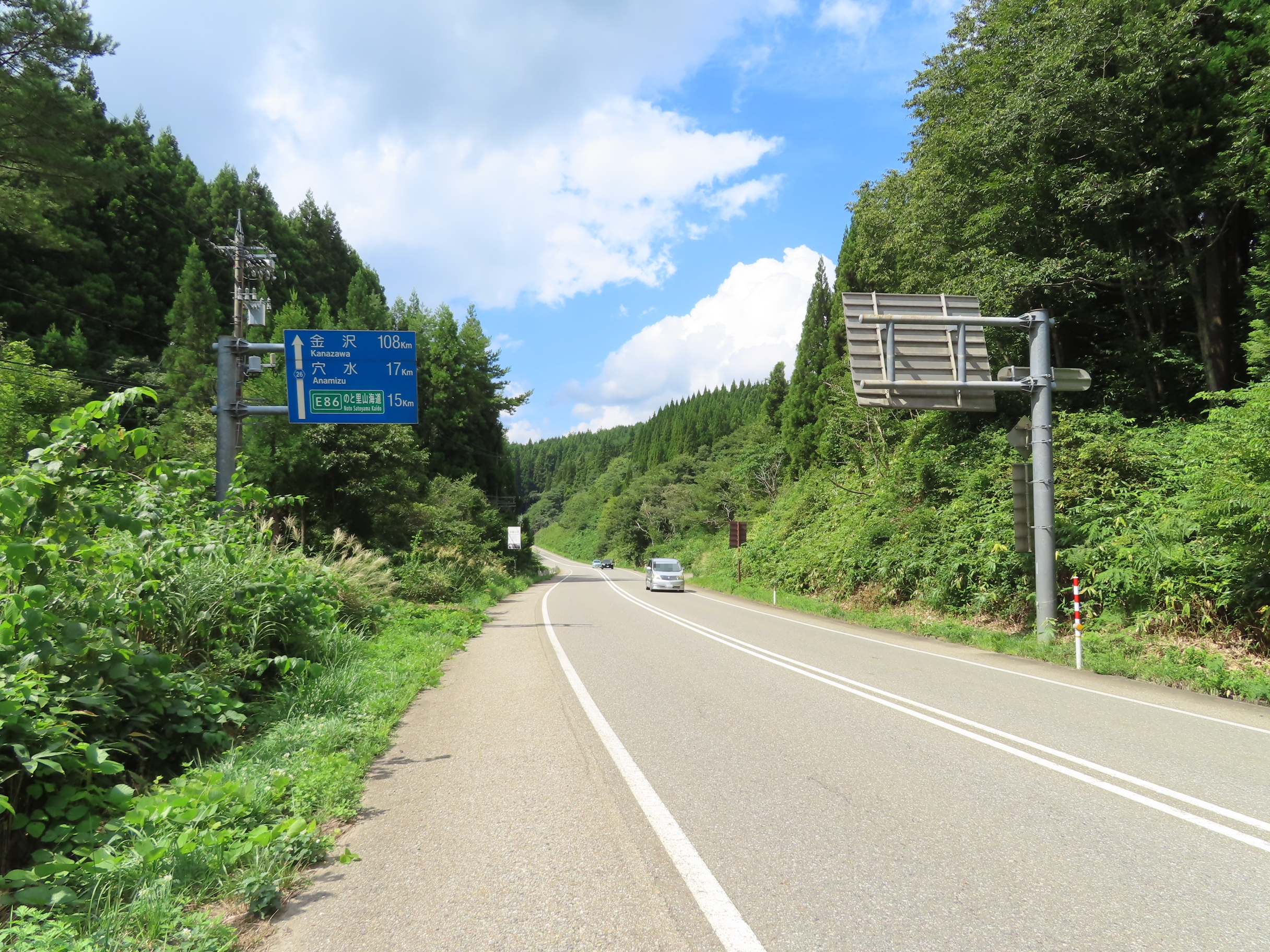
能登町太田原（2023年9月）

珠洲道路（すずどうろ）は、石川県輪島市三井町洲衛（能越自動車道のと里山空港インターチェンジ）から珠洲市蛸島町（りふれっしゅ村鉢ヶ崎）に至る延長48.3kmの主要幹線である。愛称は「のとスターライン」。

## 概要
1988年度（昭和63年度）に策定された「金沢能登2時間圏構想」に基づき、既存の県道を活用する形で整備されているため、複数の県道に加えて一般国道のバイパス、さらに市道で構成されている。
しかし、当初より既存の道路を結ぶ形で道路名を通称していたため、穴水道路の建設前には当時能登有料道路との結節点であった石川県鳳珠郡穴水町此木（くのぎ）にある此木交差点が道路の西端であった。
なお、能登空港インター道路にあたる区間（のと里山空港IC - 能登空港）は地域高規格道路の計画路線、能登空港から珠洲市までの区間は候補区間となっている。
- 道路規格：3種2級
- 設計速度：60km/h
- 延長：48.3 km
- 道路幅員：7.0 m (11.5 m)

## 構成する道路
- 石川県道303号柏木穴水線
- 石川県道26号珠洲穴水線
- 石川県道57号内浦柳田線
- 国道249号
- 珠洲市道56-1号線
- 石川県道12号蛸島港線
- 石川県道28号大谷狼煙飯田線
- 珠洲市道600号線

## 接続道路など
- 石川県道303号柏木穴水線
- 能越自動車道（のと里山空港IC）
- 石川県道271号漆原下出線（洲衛交差点）
- 輪島広域農道
- 道の駅のと里山空港（能登空港口交差点など）
- 石川県道26号珠洲穴水線
- 石川県道37号輪島山田線
- 道の駅桜峠
- 石川県道275号与呂見藤波線
- 石川県道6号宇出津町野線
- 石川県道288号鈴ヶ嶺矢波線
- 駒渡ポケットパーク
- 石川県道57号内浦柳田線
- 国道249号松波鵜島バイパス
- 石川県道52号折戸飯田線
- 石川県道287号粟津正院線
- 石川県道28号大谷狼煙飯田線

## 通過市町村
- 石川県
  - 輪島市 - 鳳珠郡能登町 - 珠洲市

## 道の駅
- のと里山空港（輪島市）
- 桜峠（石川県能登町）